# 欧文·莱斯特·贾尼斯
欧文·莱斯特·贾尼斯（英語：Irving Lester Janis，1918年5月26日—1990年11月15日）是耶鲁大学的研究心理学家，也是加州大学伯克利分校的名誉教授，以其“群体思维”理论最为著名。 2002年发表的《一般心理学评论》（Review of General Psychology）调查将詹尼斯（Janis）列为20世纪被引用次数最多的79位心理学家之ㄧ。